# Perry Anderson
Francis Rory Peregrine Anderson, detto Perry (Londra, 11 settembre 1938), è uno storico, sociologo e saggista britannico.
Intellettuale afferente alla tradizione teorica del marxismo occidentale, si è specializzato nella storia culturale. Insegna storia e sociologia alla University of California.

## Biografia
A lungo direttore della rivista New Left Review, ha collaborato con la rivista progressista americana The Nation e con la London Review of Books.
In Italia, nel 2008, la Baldini e Castoldi ha pubblicato il suo libro Spectrum. Da destra a sinistra nel mondo delle idee.
Nel 2014 scrive un saggio dal titolo The Italian disaster nel quale attribuisce la causa della lunga crisi italiana al ruolo anomalo assunto dal presidente della Repubblica Giorgio Napolitano, dalle sue continue interferenze costituzionali e politiche, all'abbandono della prassi di guardiano imparziale dell'ordine parlamentare, avvenuto nell'ambito di un sistema tipicamente già gravato dalla corruzione negli affari, nella burocrazia, nella politica; lo storico giudica Matteo Renzi come un leader carismatico e assolutista di un partito alla cui tradizione è estraneo, portatore di un programma neoliberista simile a quello della Thatcher.

## Opere
- Ambiguità di Gramsci, Collana Saggi tascabili n.55, Bari, Laterza, 1977.
- Il dibattito nel marxismo occidentale, Collana Saggi tascabili, Bari, Laterza, 1977.
- Dall'antichità al feudalesimo. Alle origini dell'Europa, traduzione di Elena Brambilla, Collana La Cultura n.979, Milano, Il Saggiatore, 2016, ISBN 978-88-428-2197-7. [I ed. Collana Oscar Studio, Mondadori, Milano, 1978]. L'opera ha il pregio della scorrevolezza e della chiarezza nonché il pregio di tenere in considerazione anche le principali tesi avverse a quelle prospettate.
- Lo stato assoluto. Origini e sviluppo delle monarchie assolute europee, traduzione di R. Pasta, Collana La Cultura n.842, Milano, Il Saggiatore, 2014, ISBN 978-88-428-1935-6. [I ed. Collana Oscar Studio n.70, Mondadori, Milano, 1980]
- Al fuoco dell'impegno. Incontri-scontri con dodici maestri del pensiero contemporaneo, Collana La Cultura:Discussioni, Milano, Il Saggiatore, 1993, ISBN 978-88-428-0230-3.
- Spectrum. Da destra a sinistra nel mondo delle idee, traduzione di G. Gallo, Collana I Saggi n.347, Milano, Baldini Castoldi Dalai, 2008, ISBN 978-88-6073-284-2.
- L'Italia dopo l'Italia. Verso la Terza Repubblica, traduzione di A. Varvelli, N. Zippel, Collana Le Navi, Roma, Castelvecchi, 2014, ISBN 978-88-6826-789-6.